# 陈茂墓
陈茂墓，位于山西省运城市临猗县卓里乡陈平村东北，是中华人民共和国山西省文物保护单位之一。
2004年6月10日，授予山西省文物保护单位，是一座古墓葬。
陈茂，河东猗氏人(今山西临猗县人），字延茂，早年家世寒微，后在北周隋国公杨坚的幕府中任僚佐。杨坚称帝后，拜给事黄门侍郎，封魏城县男，在官十余年，转为行军元帅长孙览司马，又为蜀王杨秀王府长史、太仆卿、判黄门侍郎、上开府仪同三司、梁州刺史等官，进爵为魏城县伯。开皇十八年(599年)卒。